# All-Ireland Senior Hurling Championship 1891
L'All-Ireland Senior Football Championship 1891 fu l'edizione numero 5 del principale torneo di hurling irlandese. Kerry batté Wexford in finale, ottenendo il primo e finora ultimo titolo della sua storia.

## Squadre
Parteciparono 7 rappresentative: una per ognuno delle sei contee che presero parte al torneo. Questo si divise in due fasi: i campionati del Leinster e del Munster avrebbero stabilito le due finaliste All-Ireland.

## Results
Leinster Senior Hurling Championship
| Semifinale | Wexford | – | Dublin |  |

| Semifinale | Laois | – | Kildare |  |

| Finale | Wexford | – | Laois |  |

Munster Senior Hurling Championship
| 21 settembre 1891 Semifinale | Kerry | 2-7 – 0-3 | Cork | Killarney |

| 1º novembre 1891 Finale | Limerick | 1-2 – 1-1 | Kerry | Newcastle West |

| 31 gennaio 1892 Finale | Limerick | 0-1 – 2-4 | Kerry | Abbeyfeale |

All-Ireland Senior Hurling Championship
| Dublino 28 febbraio 1892 Finale | Kerry             | 2-3 – 1-5 (AET) | Wexford | Clonturk Park (c.2,000 spett.)\| Arbitro: \| P. Tobin (Dublin) \| |
| Arbitro:                        | P. Tobin (Dublin) |                 |         |                                                                   |

- Limerick aveva vinto il titolo del Munster, ma Kerry fece reclamo, sostenendo che il punto decisivo di Limerick era stato messo a segno a tempo scaduto. Kerry ottenne il replay e ne uscì vincitore.
- Il giorno della finale fu particolarmente pieno di partite. A Clonturk Park la finale dell'hurling fu disputata tra la seconda semifinale e la finale dell'All-Ireland Senior Football Championship.
- La finale fu la prima e finora ultima occasione in cui Kerry e Wexford si sono sfidati all'All-Ireland hurling championship.
- Per l'unica volta nella storia dell'All-Ireland hurling championship si decise ai supplementari. Successivamente in caso di parità la partita si sarebbe rigiocata.